# Poczta prywatna we Wrocławiu
Poczty prywatne powstały na terenie Wrocławia i Dolnego Śląska w XIX wieku, działając obok poczt niepaństwowych istniejących w wiekach średnich i nowożytnych. Miały one odciążyć pocztę państwową we wzrastającym ruchu pocztowym. Do 1900, kiedy z dniem 31 marca zlikwidowano wszystkie poczty prywatne na terenie Niemiec, działało we Wrocławiu dziewięć przedsiębiorstw prywatnych zajmujących się przyjmowaniem, dostarczaniem i rozprowadzaniem korespondencji i przesyłek pocztowych. Poczty te wydawały swoje odrębne znaczki oraz koperty i blankiety telegramów.

## Dienstmanns-Institut
Powstała po 1860 jako pierwsza prywatna poczta we Wrocławiu. Siedziba mieściła się przy Reuchestrasse 57 (obecnie ul. Ruska). Prawdopodobnie wydawała ona własne znaczki (dziś ich autentyczność jest kwestionowana i przypuszcza się tu nieuczciwą działalność kolekcjonerów) i trudniła się rozprowadzaniem korespondencji. Właścicielami firmy byli Motitz Kelbars i Eduard Niehe.

## Speditions-Firma R. Hahn
Powstała w latach 80. XIX w. Jako jedyna poczta prywatna Wrocławia nie wydała własnych znaczków i całostek.

## Neue Breslauer Packet Express-Beförderung
Firma pocztowa Arnolda Freunda, działająca w latach 1886-1887 przy Blücherplatz 11 (Pl. Solny). Trudniła się ekspresowym przewozem pakietów. Po niespełna rocznej działalności we Wrocławiu została przeniesiona w kwietniu 1887 do Zgorzelca.

## Breslauer Transport-Bureau
Wrocławskie Biuro Transportowe Witalisa Sobiepańskiego było najdłużej działającą pocztą prywatną. Mieściło się przy Carlstrasse 36 (ul. Kazimierza Wielkiego). Firma istniała od listopada 1890 do 1942 (lub 1944), z tym że od 1900 już nie jako poczta prywatna. W 1890 wydała pięć znaczków o wartości 5, 10, 20, 30 i 50 fenigów.

## Breslauer Packetfahrt-Gesellschaft
Firma J. Offermanna i M. Meissnera powstała 15 lipca 1896 i mieściła się przy Tauentzienstrasse 41 (ul. Kościuszki). Działała ona jeszcze w czasach międzywojennych. Do 1906 wydała 46 własnych znaczków pocztowych w wielu odmianach.

## Bierfbeförderung Hammonia
Mieszcząca się przy Reuchestrasse (ul. Ruska). Została założona przez Węgra, Salomona Szandora Kuhé, 24 (lub 27) grudnia 1886. Była to filia centrali hamburskiej poczty prywatnej. Posługiwała się początkowo znaczkami poczty hamburskiej, a w 1887 wydała własny znaczek o nominale 2 fenigów i trzy karty pocztowe. Wrocławski oddział Hammonii został zamknięty 19 lutego 1887.

## Hansa-Stadtbrief-Beförderung
Największa i najsprawniej działająca prywatna poczta Wrocławia. Działała od 2 marca 1893 do 31 marca 1900. Posiadała własne oddziały w 53 miastach Niemiec, zaś na terenie Wrocławia 7 biur przy Büttnerstasse 7 (ul. Rzeźnicza; główna centrala), Friedrichstrasse 51 (ul. Kolejowa), Teichstrasse 29 (ul. Stawowa), Klosterstrasse 28 (ul. Traugutta), Hirschstrasse 40 (ul. Sępa-Szarzyńskiego), Jägerstrasse 3 (ul. Myśliwska) i ostatnie przy nieznanej ulicy. W latach 1893–1897 Hansa wydała 15 własnych znaczków pocztowych o różnych wzorach rysunkowych, w tym jeden okolicznościowy we wrześniu 1897 z okazji żydowskiego Nowego Roku 5658 z dwujęzycznym nadrukiem niemiecko-hebrajskim. Poza tym emitowała w tych latach własne kartki pocztowe (9 wzorów), sekretniki (7 wzorów) i 2 koperty. W 1900 wydrukowała także pożegnalną kartkę pocztową z podobizną listonosza i wrocławskiego Ratusza z wydrukowaną datą 31 marca 1900 (data likwidacji poczt prywatnych w Niemczech).

## Neue Stadtpost (Zeitung-Drucksachen Stadtbrief-Beförderung)
Poczta działająca w latach 1886-1900, założona została przez Reimaya i Matere’a. Jeszcze w 1886 została przejęta przez Hansę, działając jednak pod własną nazwą. Pierwsze dwa znaczki poczta ta wydała w 1896, dalsze cztery w 1897 i 1898.

## Courier
Niewielkie przedsiębiorstwo należące do kupca Eugena Boronowa. Działało ono od 1 listopada 1886 do 1900 przy Schweidnitzerstrasse 31 (ul. Świdnicka). Wydało 8 znaczków pocztowych, 4 kartki i 6 sekretników.